# Venstre (Danemark)
Pour les articles homonymes, voir Venstre.
La Gauche, Parti libéral du Danemark (en danois : Venstre, Danmarks Liberale Parti, abrégé en Venstre, littéralement « La Gauche ») est un parti politique danois, membre de l'Alliance des démocrates et des libéraux pour l'Europe (ADLE) et de l’Internationale libérale. Il est présidé depuis novembre 2023 par le Vice-Premier ministre danois et ministre de la Défense, Troels Lund Poulsen.

## Histoire
Le parti, constitué à la fin du XIXe siècle pour défendre les intérêts des agriculteurs et contester les privilèges de l'aristocratie, a résulté de différents mouvements populaires réformistes du monde rural. Ses origines expliquent son nom actuel, qui signifie en danois « La Gauche », alors que le positionnement actuel de Venstre en fait un parti de la droite libérale,. L'un des deux grands partis traditionnels de gouvernement avec les Sociaux-démocrates, nombre de Premiers ministres dans l'histoire du pays sont issus de ses rangs.

## Idéologie
Venstre est un parti libéral de centre-droit, issu de la tradition agraire scandinave. Il est décrit comme étant libéral classique, puisque son chef, de 1998 à 2009, Anders Fogh Rasmussen, a notamment écrit le livre From Social State to Minimal State. Il y préconisait une réforme approfondie de l'État providence danois selon des lignes libérales classiques, y compris une baisse des impôts et moins d'ingérence du gouvernement dans les affaires corporatives et individuelles.
Depuis les élections de 2001, Venstre défend un « arrêt fiscal » afin de mettre un terme à la hausse des impôts observée au cours des huit années précédentes sous les Sociaux-démocrates. Cet arrêt d'impôt a été critiqué par les partis de gauche pour être « asocial » et « seulement pour les riches ».

## Présidents
- 1929-1941 : Thomas Madsen-Mygdal
- 1941-1949 : Knud Kristensen
- 1949-1950 : Edvard Sørensen
- 1950-1965 : Erik Eriksen
- 1965-1977 : Poul Hartling

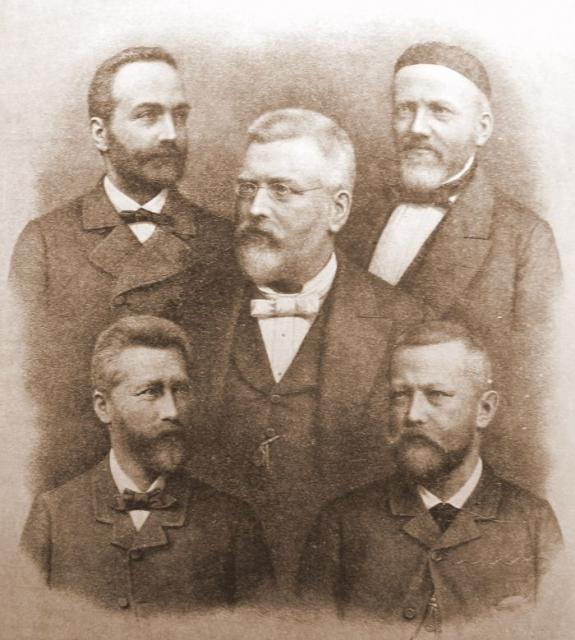
Personnalités de Venstre vers 1900 : Frede Bojsen, Christen Berg, Sofus Høgsbro, Viggo Hørup et Ludvig Holstein-Ledreborg.

- 1977-1984 : Henning Christophersen
- 1984-1998 : Uffe Ellemann-Jensen
- 1998-2009 : Anders Fogh Rasmussen
- 2009-2019 : Lars Løkke Rasmussen
- 2019 : Kristian Jensen (intérim)
- 2019-2023 : Jakob Ellemann-Jensen
- Depuis 2023 : Troels Lund Poulsen

## Résultats électoraux

### Parlement
| Année               | Voix      | %    | Rang | Mandats  | Gouvernement                                        |
| ------------------- | --------- | ---- | ---- | -------- | --------------------------------------------------- |
| 1872 (en)           |           |      |      | 53 / 104 |                                                     |
| 1873 (en)           |           |      |      | 51 / 104 |                                                     |
| 1876 (en)           |           |      |      | 74 / 104 |                                                     |
| 1879 (en)           |           |      |      | 65 / 104 |                                                     |
| 1881 (mai) (en)     |           |      |      | 69 / 102 |                                                     |
| 1891 (juillet) (en) |           |      |      | 75 / 102 |                                                     |
| 1884 (en)           | 80 000    | 56,3 | 1er  | 81 / 102 |                                                     |
| 1887 (en)           | 132 000   | 58,1 | 1er  | 74 / 102 |                                                     |
| 1890 (en)           | 123 000   | 53,0 | 1er  | 75 / 102 |                                                     |
| 1892 (en)           | 63 000    | 28,1 | 3e   | 30 / 102 |                                                     |
| 1895 (en)           | 89 530    | 40,5 | 1er  | 53 / 114 |                                                     |
| 1898 (en)           | 98 070    | 43,6 | 1er  | 63 / 114 |                                                     |
| 1901                | 103 495   | 45,9 | 1er  | 76 / 114 |                                                     |
| 1903                | 121 357   | 49,4 | 1er  | 73 / 114 |                                                     |
| 1906                | 94 272    | 31,2 | 1er  | 56 / 114 |                                                     |
| 1909                | 77 949    | 24,0 | 1er  | 37 / 114 |                                                     |
| 1910                | 118 902   | 34,1 | 1er  | 57 / 114 |                                                     |
| 1913                | 103 917   | 28,6 | 2e   | 44 / 114 |                                                     |
| 1915                |           |      | 1er  | 43 / 114 |                                                     |
| 1918                | 269 646   | 29,4 | 1er  | 45 / 140 |                                                     |
| 1920 (avril )       | 350 563   | 34,2 | 1er  | 48 / 140 |                                                     |
| 1920 (juillet)      | 344 351   | 36,1 | 1er  | 51 / 140 |                                                     |
| 1920 (septembre)    | 411 661   | 34,0 | 1er  | 51 / 149 |                                                     |
| 1924                | 362 682   | 28,3 | 2e   | 44 / 149 |                                                     |
| 1926                | 378 137   | 28,3 | 2e   | 46 / 149 |                                                     |
| 1929                | 402 121   | 28,3 | 2e   | 43 / 149 |                                                     |
| 1932                | 381 862   | 24,7 | 2e   | 38 / 149 |                                                     |
| 1935                | 292 247   | 17,8 | 2e   | 28 / 149 |                                                     |
| 1939                | 309 355   | 18,2 | 2e   | 30 / 149 |                                                     |
| 1943                | 376 850   | 18,7 | 3e   | 28 / 149 |                                                     |
| 1945                | 479 158   | 23,4 | 2e   | 38 / 149 |                                                     |
| 1947                | 529 066   | 25,4 | 2e   | 46 / 150 | Opposition                                          |
| 1950                | 438 188   | 21,3 | 2e   | 32 / 151 | Erik Eriksen                                        |
| 1953 (avril)        | 456 896   | 22,1 | 2e   | 33 / 151 | Erik Eriksen                                        |
| 1953 (septembre)    | 499 656   | 23,1 | 2e   | 42 / 179 | Opposition                                          |
| 1957                | 578 932   | 25,1 | 2e   | 45 / 179 | Opposition                                          |
| 1960                | 512 041   | 21,1 | 2e   | 38 / 179 | Opposition                                          |
| 1964                | 547 770   | 20,8 | 2e   | 38 / 179 | Opposition                                          |
| 1966                | 539 027   | 19,3 | 2e   | 35 / 179 | Opposition                                          |
| 1968                | 530 167   | 18,6 | 3e   | 34 / 179 | Opposition                                          |
| 1971                | 450 904   | 15,6 | 3e   | 30 / 179 | Opposition                                          |
| 1973                | 374 283   | 12,3 | 3e   | 22 / 179 | Poul Hartling                                       |
| 1975                | 711 298   | 23,3 | 2e   | 42 / 179 | Opposition                                          |
| 1977                | 371 728   | 12,0 | 3e   | 21 / 179 | Opposition et Anker Jørgensen III                   |
| 1979                | 396 484   | 12,5 | 2e   | 22 / 179 | Opposition                                          |
| 1981                | 353 280   | 11,3 | 4e   | 20 / 179 | Opposition et Poul Schlüter I                       |
| 1984                | 405 737   | 12,1 | 3e   | 22 / 179 | Poul Schlüter I                                     |
| 1987                | 354 291   | 10,5 | 4e   | 19 / 179 | Poul Schlüter II                                    |
| 1988                | 394 190   | 11,8 | 4e   | 22 / 179 | Poul Schlüter III                                   |
| 1990                | 511 643   | 15,8 | 3e   | 29 / 179 | Poul Schlüter IV                                    |
| 1994                | 775 176   | 23,3 | 2e   | 42 / 179 | Opposition                                          |
| 1998                | 817 894   | 24,0 | 2e   | 42 / 179 | Opposition                                          |
| 2001                | 1 077 858 | 31,2 | 1er  | 56 / 179 | Anders Fogh Rasmussen I                             |
| 2005                | 974 636   | 29,0 | 1er  | 52 / 179 | Anders Fogh Rasmussen II                            |
| 2007                | 908 472   | 26,2 | 1er  | 46 / 179 | Anders Fogh Rasmussen III et Lars Løkke Rasmussen I |
| 2011                | 947 725   | 26,7 | 1er  | 47 / 179 | Opposition                                          |
| 2015                | 685 188   | 19,5 | 3e   | 34 / 179 | Lars Løkke Rasmussen II et III                      |
| 2019                | 825 486   | 23,4 | 2e   | 43 / 179 | Opposition                                          |
| 2022                | 470 546   | 13,3 | 2e   | 23 / 179 | Frederiksen II                                      |

### Parlement européen
| Année | %     | Sièges | Position |
| ----- | ----- | ------ | -------- |
| 2009  | 20,24 | 3 / 13 | 2e       |
| 2014  | 16,7  | 2 / 13 | 3e       |
| 2019  | 23,50 | 4 / 14 | 1er      |
| 2024  | 14,72 | 2 / 15 | 3e       |